# Henning (Tennessee)
Henning város az USA Tennessee államában, Lauderdale megyében. Lakosainak száma 871 fő (2020. április 1.).

## Népesség
A település népességének változása:

| 2010 | 945 |
| 2020 | 871 |